# Грю, Неемия
Нееми́я Грю (англ. Nehemiah Grew; 26 сентября 1641, Уорикшир — 25 марта 1712[…], Лондон) — английский ботаник и врач, микроскопист, основоположник анатомии растений. Окончил Кембриджский университет, в 1671 году получил степень доктора медицины в Лейденском университете. Член Лондонского королевского общества, с 1677 года — его секретарь.

## Биография
Родился в Мансеттере (англ.). Единственный сын Обадии Грю (англ.), нонконформистского викария собора Сент Майклз в Ковентри. Получил степень лиценциата в Пемброк Холл, Кэмбриджский университет в 1661 году, степень доктора медицины — в Лейденском университете (Нидерланды) в 1671-м. Сначала практиковал в Ковентри, позже переехал в Лондон. Занятия по анатомии животных привели его к идее применить тот же подход к изучению и классификации растений, результатом чего стала его первая работа «Anatomy of Vegetables Begun», которая была представлена Лондонскому королевскому обществу в 1672 году одновременно с рукописью М. Мальпиги на ту же тему.

## Основные достижения
Основные работы посвящены вопросам строения и пола растений. Наряду с М. Мальпиги был основоположником анатомии растений. Впервые описал устьица, радиальное расположение ксилемы в корнях, морфологию сосудистой ткани в виде плотного образования в центре стебля молодого растения и процесс формирования полого цилиндра в старых стеблях. Ввёл термин «сравнительная анатомия», ввёл в ботанику понятия «ткань» и «паренхима». Изучая строение цветков, пришёл к выводу, что они являются органами оплодотворения у растений.
В труде «Анатомия растений» (The Anatomy of Plants, 1682) описал микроскопическое строение корня, стебля, листьев, плодов, семян и т. п. Развивал мысль о единстве микроскопического строения различных органов, которое сводил к трём элементам: «пузырьки» (клетки), волокна, трубочки. Считал цветки органами полового размножения растений. Идея называть тычинку с пыльцой мужским органом растений, а пестик — женским, высказанная Неемией Грю в «The Anatomy of Plants», была подсказана ему хирургом Томасом Миллингтоном.
Грю также считается одним из пионеров дактилоскопии. В 1684 году он опубликовал точные рисунки рельефных линий на кончиках пальцев .
В 1695 году впервые выделил из воды минерального источника в Эпсоме вещество, получившее название «эпсомская соль» — гептагидрат сульфата магния, известный также как английская соль, горькая соль, магнезия.

## Работы Неемии Грю
- Анатомия растений и их развитие. — (англ. The Anatomy of Vegetables Begun), (1670).
- Философская история растений. — (англ. An Idea of a Philosophical History of Plants), (1672).
- Анатомия растений. — (англ. The Anatomy of Plants), (1682).

## Почести
Карлом Линнем в честь Неемии Грю был назван род Grewia из семейства Мальвовые.